# スズメノヒエ属
スズメノヒエ属（スズメノヒエぞく、学名: Paspalum）は、単子葉植物イネ科の属の一つ。草本である。日本にはいくつもの種があり、背が高いもの低いもの、大きいもの小さいものとあるが、いずれも多年草である。共通する特徴は、ほぼ円盤形をした小穂である。

## 形態
花序の枝（総）の片面に小穂を普通は2列につける。この属の小穂は、丸っこくて腹背に偏平なのが特徴である。また、ほとんど柄がないか、ごく短い柄で軸についている。小穂には小花が一つだけ含まれ、第一小花はなくなっている。穎はどれもほぼ同じ大きさで、第一穎はほとんど消失、第二穎は薄くて花軸の側にある。熟すると小穂全体が落下する。
よく似ているのがナルコビエ属 (Eriochloa) で、軸と小穂の位置関係が裏表になっているほか、軸が偏平でないことで区別される。

## 分布
スズメノヒエ属は世界の熱帯から暖帯を中心に約200種を含むおおきな属である。日本には四種ほどの原産種があるほか、いくつかの帰化種がある。

## 人間との関わり
日本では特に大きな利用はない。牧草として用いられるものもある。シマスズメノヒエは牧草としてはダリスグラス、アメリカスズメノヒエはバヒアグラスと呼ばれている。害の方では、多くは雑草であり、さほど大きな影響は持たないが、キシュウズズメノヒエは有力な水田雑草として重要である。沖縄ではタチスズメノヒエがサトウキビ畑の強力雑草として知られる。
スズメノコビエは日本では雑草ですらない野草であるが、インドでは Kodra と呼んで、種子を食用するために栽培されることもある。サワスズメノヒエは塩害に強い芝生として利用されている。

## 下位分類

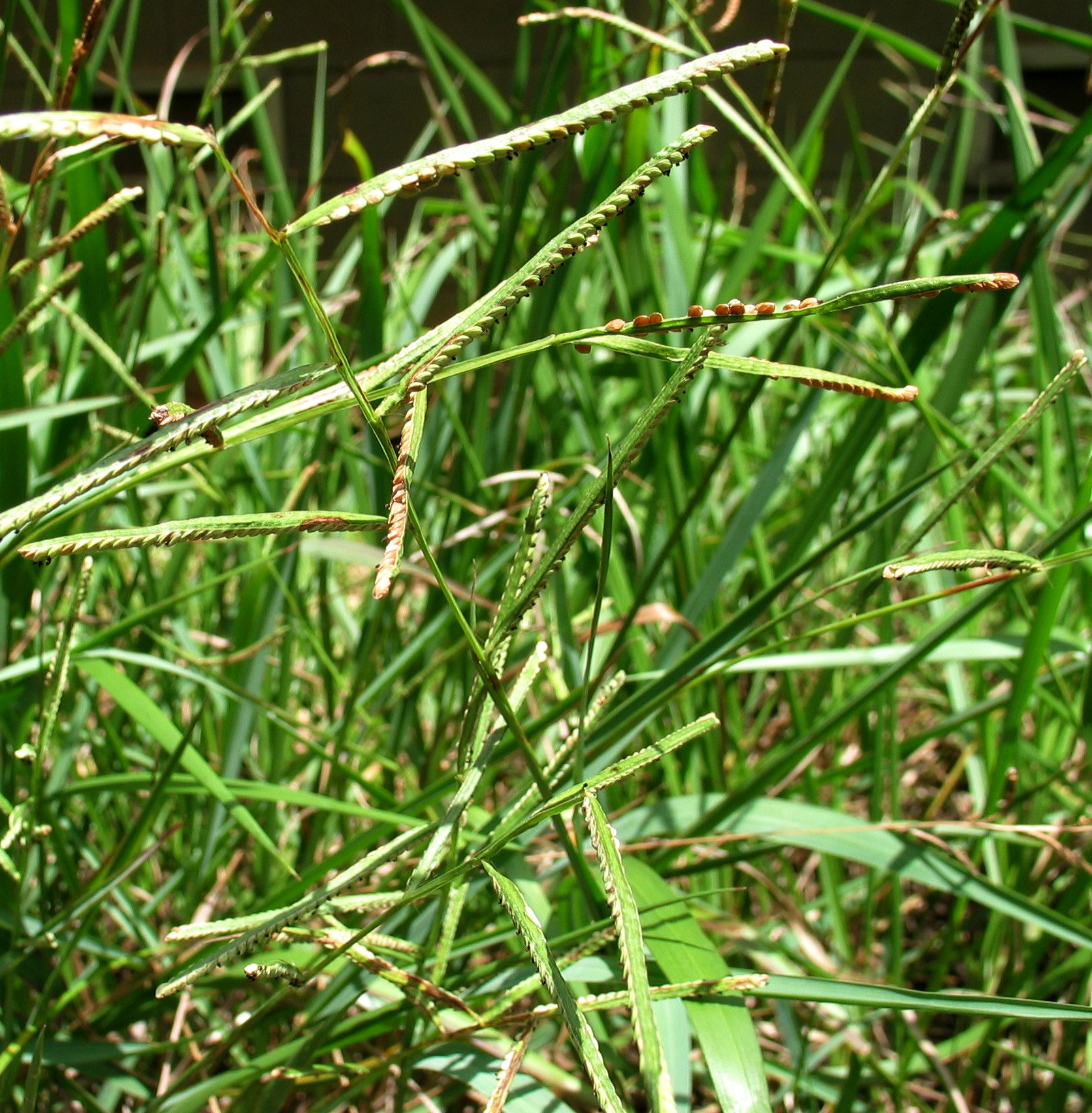
スズメノコビエ P. scrobiculatum
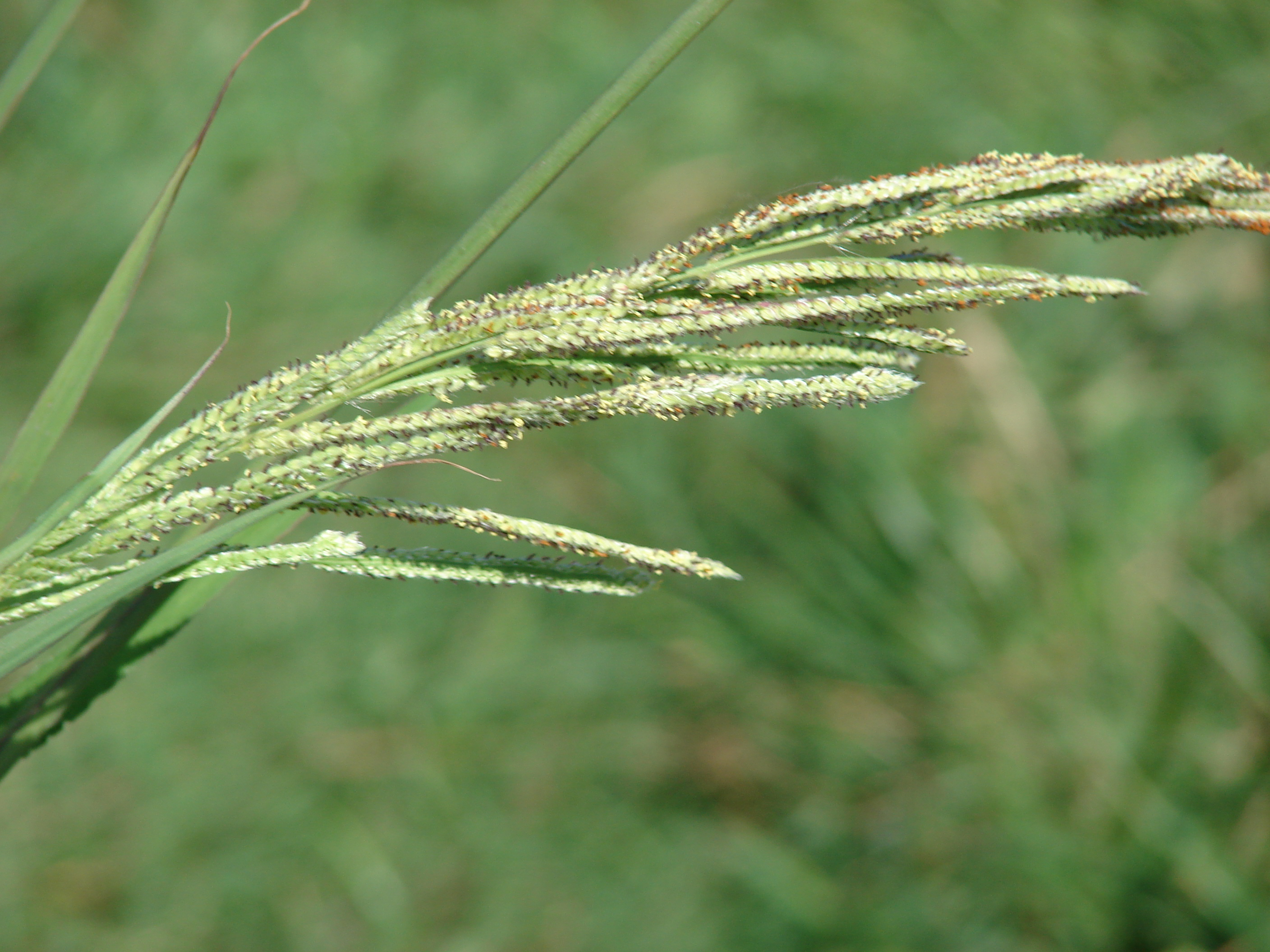
タチスズメノヒエ P. urvillei
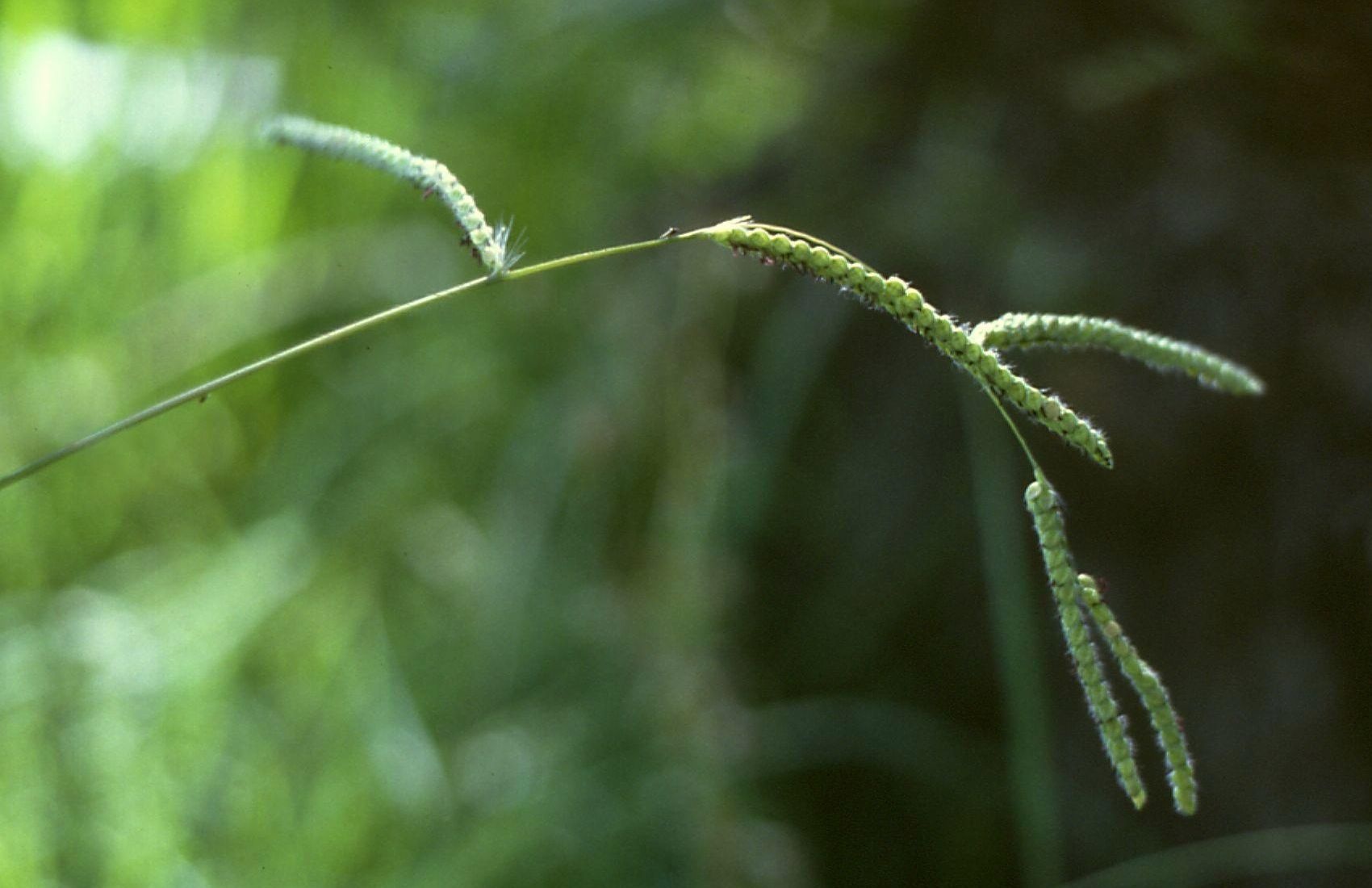
シマスズメノヒエ P. dilatatum
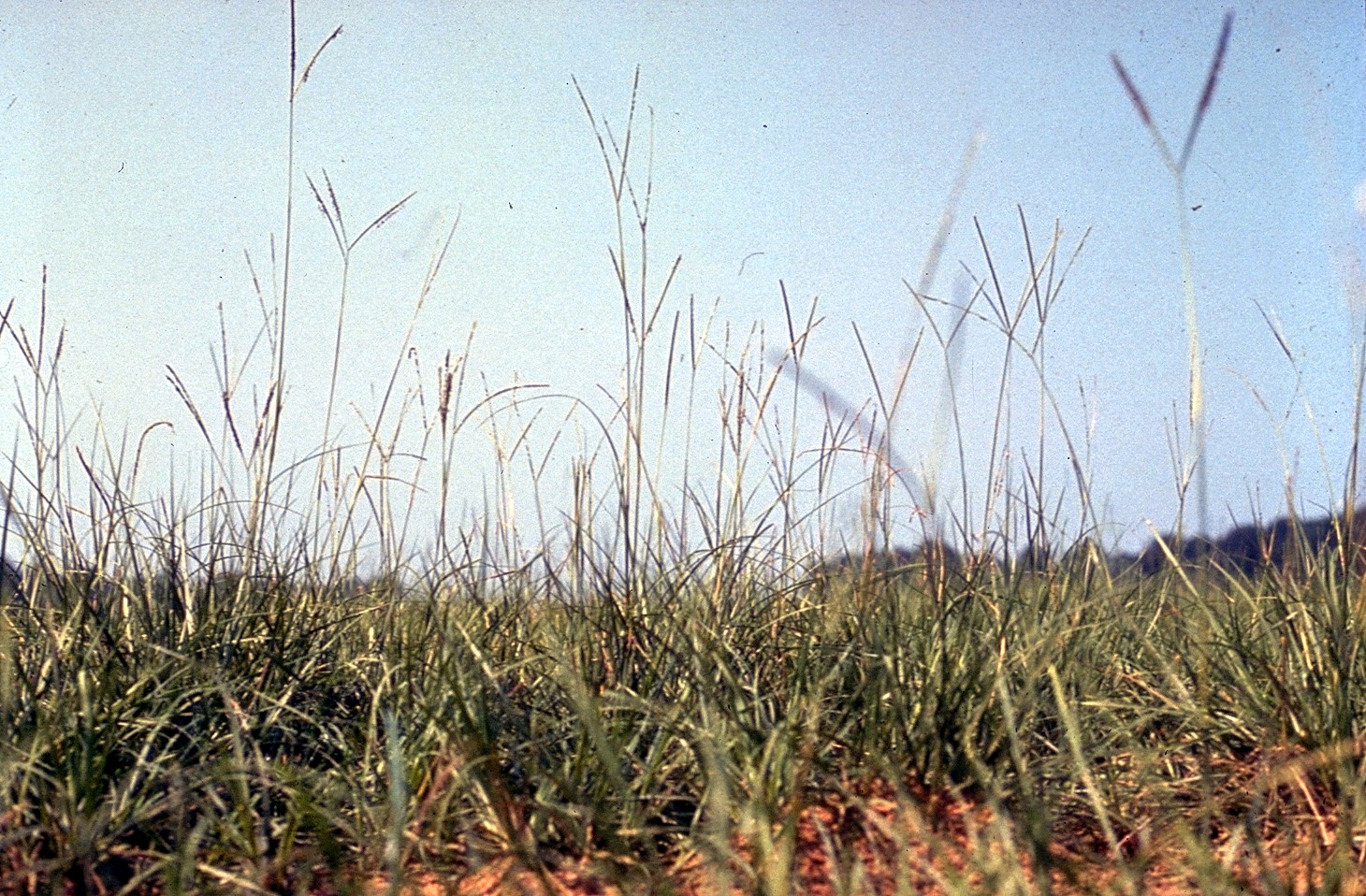
アメリカスズメノヒエ P. notatum
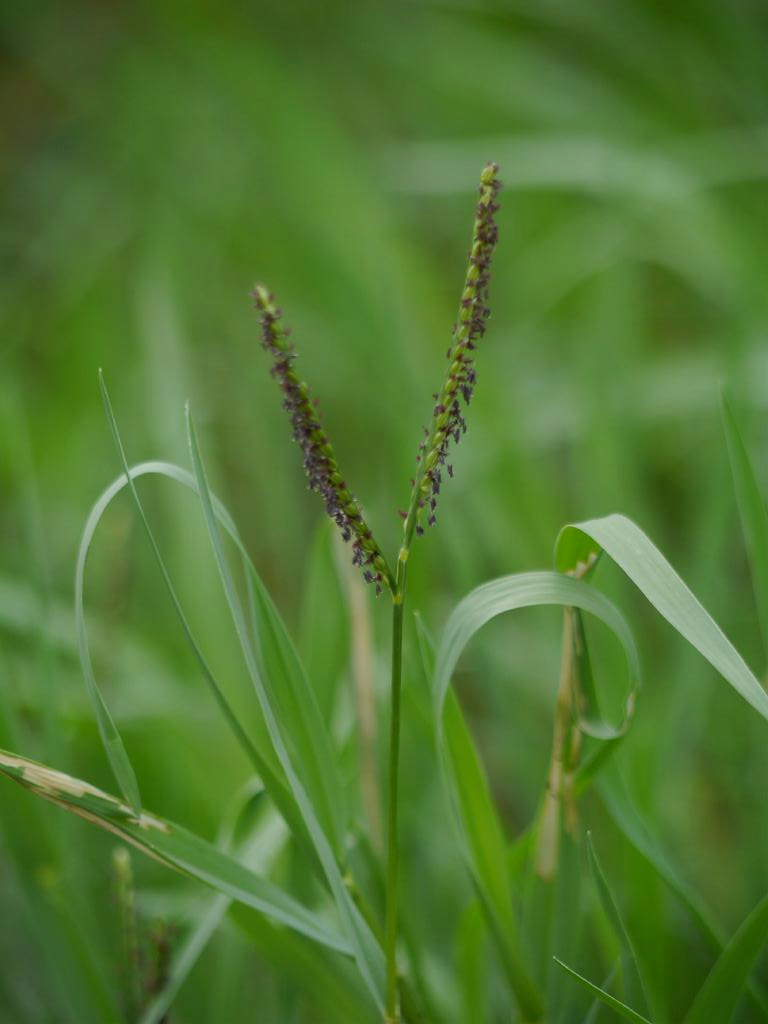
キシュウスズメノヒエ P. distichum

姿もかなり多様であるので、日本産の代表的なものを、いくつかに分けて説明する。スズメノヒエはほぼ中の上くらいの大きさであるので、まずこれについて説明する。
スズメノヒエ Paspalum thunbergii Kunth
原野に生える多年草で、高さは40-90cm、株立ちになる。葉は平坦で黄緑色でつやがなく、線形で、地上の茎と、花茎の基部近くにつく。葉の根元は鞘状に茎を抱いて、やや左右から偏平になっている。葉と葉鞘には柔らかい毛が生えている。花茎は初夏から出てやや傾いて立ち上がり、先端近くから3-5本の枝を出す。この枝は、主軸の回りに放射状に出るのではなく、主軸の傾いた側に偏って、水平よりやや小さい角度で出る。それぞれの枝は分枝せず、その下側に小穂を密生する。小穂は枝の下側に二列になって生じる。枝はやや腹背側に偏平になっており、上から見ると小穂はその下に半分隠れる。小穂は腹背側に偏平で、円形に近い楕円形で、先端が少しだけとがる。
草原に生える。本州から琉球列島まで分布し、国外では朝鮮から中国まで分布がある。
以下の種はスズメノヒエに似た姿の、株立ちになる背の高い草である。
スズメノコビエ Paspalum scrobiculatum L.
スズメノヒエに非常に似ているがやや小型で、葉や葉鞘に毛がなく、つやがある。関東以南のやや湿った草原に生え、旧世界の熱帯に広く分布する。インドでは食用に栽培されることもある。
タチスズメノヒエ Paspalum urvillei Steud.
高さ150cmにまでなる草で、特に穂が高く伸びる。花茎の枝が10-20本と数多く、それらが束になって立ち、あるいはやや斜めにたれる。小穂には毛が多い。南アメリカ原産で、関東以西の日本に帰化している。
シマスズメノヒエ Paspalum dilatatum Poir.
高さ100cmに達する。タチスズメノヒエに似ているが、花茎の枝がせいぜい7本までと少なく、束になるのではなく広がる。やはり南アメリカ原産で、日本南部に帰化。
アメリカスズメノヒエ Paspalum notatum Fluegge
茎の基部がはっきりと横に這うが、短いことも多いのでやっぱり株立ちに見える。50cm程になる草で、茎や葉には毛がなく、つやつやしている。南アメリカ原産で、北アメリカに帰化し、そこから日本に入った模様。都市部周辺などで増殖中。
ナルコビエ Eriochloa villosa Kunth
スズメノヒエ属ではないが、全体によく似ている。外見的には、花茎の枝が細く、小穂が膨らんだ形をしていることから、枝から小穂が大きくはみ出しているような感じに見えるのが特徴的。北海道から南西諸島までの草原に生える。日本国外では中国からウスリーに分布。
以下の種は、小型で横に這う草で、匍匐枝を出し、一面に広がる。這ってイネなどに絡まるために農家などからは「夜這い草」の俗称で呼ばれ、駆除の対象になっている。
キシュウスズメノヒエ Paspalum distichum L.
高さはせいぜい30cm。長く匍匐枝を出し、枝分かれして地表を覆う。葉はやや幅ひろく、平坦。花茎は短く上に伸びだし、先端から2-3本の枝を出す。花茎の枝は短い棒状でやや上に伸びるか、左右に開いて斜め下を向く。小穂はやや幅が狭くて楕円形。湿地に生え、汽水域にも見られる。河口の干潟の周辺などに大群落を作ることがある。和名は和歌山県で最初に発見されたことから。本州南岸以南に分布、世界の熱帯域に広く生育する。
サワスズメノヒエ Paspalum vaginatum Swartz
キシュウスズメノヒエに似ているが、葉が厚く、両側が内側に巻く。世界の熱帯域に広く分布、日本では屋久島以南の南西諸島で、海岸線に生える。干潟では密生した群落を作るほか、岩礁海岸では表面を這い、砂浜では匍匐茎を砂に埋めて生育している。
オガサワラスズメノヒエ Paspalum conjugatum Bergius
小型の雑草で、道端などに生える。匍匐茎を地表に延ばし、上に葉を出す。花茎は葉より上に抜き出て、先端から二本の枝を出す。花茎の枝は細長くて糸状になり、左右角度をつけて斜め上に伸びて、先端は次第にたれる。小穂は円形でごく小さく、黄色みを帯びる。西インドの原産で、世界の熱帯域に帰化しており、日本では南西諸島などで見られる。
- スズメノコビエ
P. scrobiculatum
- タチスズメノヒエ
P. urvillei
- シマスズメノヒエ
P. dilatatum
- アメリカスズメノヒエ
P. notatum
- キシュウスズメノヒエ
P. distichum

## 別群の植物
ヤマスズメノヒエ、クモマスズメノヒエなどはスズメノヒエの名を持ってはいるが、これらは別属であることはもちろん、イネ科ですらなく、イグサ科スズメノヤリ属に含まれるものである。見かけは全く類似していない。